# Sezon 2017/2018 w klubowej europejskiej piłce siatkowej mężczyzn
Sezon 2017/2018 w klubowej europejskiej piłce siatkowej mężczyzn obejmuje rozgrywki o mistrzostwo, puchar i superpuchar państw, których federacje zrzeszone są w Europejskiej Konfederacji Piłki Siatkowej (CEV) oraz puchary europejskie. W Andorze, Liechtensteinie, Gibraltarze, Monako oraz San Marino nie odbyły się żadne oficjalne seniorskie rozgrywki klubowe.

## Rozgrywki klubowe
obroniony tytuł z poprzedniego sezonu

### międzynarodowe
| Rozgrywki        | Zwycięzca            | Zwycięzca |
| ---------------- | -------------------- | --------- |
| Liga Mistrzów    | Zenit Kazań          | (więcej)  |
| Puchar CEV       | Biełogorje Biełgorod | (więcej)  |
| Puchar Challenge | Bunge Rawenna        | (więcej)  |

### regionalne
| Rozgrywki     | Mistrzostwo             | Mistrzostwo |
| ------------- | ----------------------- | ----------- |
| BVA           | İnegöl Belediyesi       | (więcej)    |
| MEVZA         | SK Posojilnica Aich/Dob | (więcej)    |
| NEVZA         | TIF Viking Bergen       | (więcej)    |
| Liga bałtycka | Saaremaa VK             | (więcej)    |

### krajowe
| Państwo              | Rozgrywki ligowe             | Rozgrywki ligowe | Zdobywca pucharu             | Zdobywca pucharu | Zdobywca superpucharu      | Zdobywca superpucharu |
| -------------------- | ---------------------------- | ---------------- | ---------------------------- | ---------------- | -------------------------- | --------------------- |
| Albania              | Erzeni                       | (więcej)         | Partizani Tirana             | (więcej)         |                            |                       |
| Anglia               | Team Northumbria             | (więcej)         | Team Northumbria             | (więcej)         |                            |                       |
| Armenia              | FIMA Erywań                  | (więcej)         | NUACA                        | (więcej)         |                            |                       |
| Austria              | SK Posojilnica Aich/Dob      | (więcej)         | VCA Amstetten NÖ/hotVolleys  | (więcej)         |                            |                       |
| Azerbejdżan          | Lokomotiv Baku               | (więcej)         |                              |                  |                            |                       |
| Belgia               | Noliko Maaseik               | (więcej)         | Knack Roeselare              | (więcej)         |                            |                       |
| Białoruś             | Szachcior Soligorsk          | (więcej)         | Stroitiel Mińsk              | (więcej)         | Stroitiel Mińsk            | (więcej)              |
| Bośnia i Hercegowina | OK Mladost Brčko             | (więcej)         | OK Mladost Brčko             | (więcej)         |                            |                       |
| Bułgaria             | Neftochimik 2010 Burgas      | (więcej)         | Neftochimik 2010 Burgas      | (więcej)         | Neftochimik 2010 Burgas    | (więcej)              |
| Chorwacja            | HAOK Mladost Zagrzeb         | (więcej)         | OK Mladost Ribola Kaštela    | (więcej)         | HAOK Mladost Zagrzeb       | (więcej)              |
| Cypr                 | Pafiakos Pafos               | (więcej)         | Omonia Nikozja               | (więcej)         | Omonia Nikozja             | (więcej)              |
| Czarnogóra           | Jedinstvo Bemax Bijelo Polje | (więcej)         | Jedinstvo Bemax Bijelo Polje | (więcej)         |                            |                       |
| Czechy               | VK ČEZ Karlovarsko           | (więcej)         | VK Dukla Liberec             | (więcej)         |                            |                       |
| Dania                | Gentofte Volley              | (więcej)         | Marienlyst Odense            | (więcej)         |                            |                       |
| Estonia              | Saaremaa VK                  | (więcej)         | Saaremaa VK                  | (więcej)         |                            |                       |
| Finlandia            | Vammalan Lentopallo          | (więcej)         | Vammalan Lentopallo          | (więcej)         |                            |                       |
| Francja              | Tours VB                     | (więcej)         | Tourcoing LM                 | (więcej)         | Chaumont VB 52 Haute-Marne | (więcej)              |
| Grecja               | Olympiakos SFP               | (więcej)         | PAOK                         | (więcej)         |                            |                       |
| Grenlandia           | AVI Maniitsoq                | (więcej)         |                              |                  |                            |                       |
| Gruzja               | Tsageri                      | (więcej)         |                              |                  |                            |                       |
| Hiszpania            | CV Teruel                    | (więcej)         | CV Teruel                    | (więcej)         | CV Teruel                  | (więcej)              |
| Holandia             | Abiant Lycurgus Groningen    | (więcej)         | SV Land Taurus               | (więcej)         | Abiant Lycurgus Groningen  | (więcej)              |
| Irlandia             | Ballymun Patriots            | (więcej)         | DVC Bravo                    | (więcej)         |                            |                       |
| Irlandia Północna    | Raiders                      | (więcej)         | Ballymoney Blaze             | (więcej)         |                            |                       |
| Islandia             | KA                           | (więcej)         | KA                           | (więcej)         | HK                         | (więcej)              |
| Izrael               | Hapoel Matte Aszer           | (więcej)         | Hapoel Matte Aszer           | (więcej)         |                            |                       |
| Kosowo               | KV Peja                      | (więcej)         | KV Luboteni                  | (więcej)         | KV Peja                    | (więcej)              |
| Litwa                | Sūduva Mariampol             | (więcej)         | Sūduva Mariampol             | (więcej)         |                            |                       |
| Luksemburg           | VC Fentange                  | (więcej)         | VC Fentange                  | (więcej)         |                            |                       |
| Łotwa                | SK Jēkabpils Lūši            | (więcej)         | SK Jēkabpils Lūši            | (więcej)         |                            |                       |
| Macedonia            | OK Strumica                  | (więcej)         | OK Strumica                  | (więcej)         |                            |                       |
| Malta                | Valletta Mapei               | (więcej)         |                              |                  |                            |                       |
| Mołdawia             | Astra Kiszyniów              | (więcej)         | General Asigurări            | (więcej)         | Dinamo MAI Kiszyniów       | (więcej)              |
| Niemcy               | Berlin Recycling Volleys     | (więcej)         | VfB Friedrichshafen          | (więcej)         | VfB Friedrichshafen        | (więcej)              |
| Norwegia             | TIF Viking Bergen            | (więcej)         | TIF Viking Bergen            | (więcej)         |                            |                       |
| Polska               | PGE Skra Bełchatów           | (więcej)         | Trefl Gdańsk                 | (więcej)         | PGE Skra Bełchatów         | (więcej)              |
| Portugalia           | Sporting CP                  | (więcej)         | SL Benfica                   | (więcej)         | SC Espinho                 | (więcej)              |
| Rosja                | Zenit Kazań                  | (więcej)         | Zenit Kazań                  | (więcej)         | Zenit Kazań                | (więcej)              |
| Rumunia              | Tricolorul LMV Ploeszti      | (więcej)         | Tricolorul LMV Ploeszti      | (więcej)         | CS Arcada Galați           | (więcej)              |
| Serbia               | Vojvodina NS seme Nowy Sad   | (więcej)         | Novi Pazar                   | (więcej)         | Novi Pazar                 | (więcej)              |
| Słowacja             | VK Prievidza                 | (więcej)         | VK Prievidza                 | (więcej)         |                            |                       |
| Słowenia             | ACH Volley Lublana           | (więcej)         | ACH Volley Lublana           | (więcej)         |                            |                       |
| Szkocja              | City of Glasgow Ragazzi      | (więcej)         | City of Edinburgh            | (więcej)         |                            |                       |
| Szwajcaria           | Lausanne UC                  | (więcej)         | Volley Amriswil              | (więcej)         | Volley Amriswil            | (więcej)              |
| Szwecja              | Hylte/Halmstad VBK           | (więcej)         |                              |                  |                            |                       |
| Turcja               | Halkbank                     | (więcej)         | Halkbank                     | (więcej)         | Fenerbahçe                 | (więcej)              |
| Ukraina              | Barkom-Każany Lwów           | (więcej)         | Barkom-Każany Lwów           | (więcej)         | Łokomotyw Charków          | (więcej)              |
| Walia                | Cardiff University           | (więcej)         |                              |                  |                            |                       |
| Węgry                | Vegyész RC Kazincbarcika     | (więcej)         | Vegyész RC Kazincbarcika     | (więcej)         |                            |                       |
| Włochy               | Sir Safety Conad Perugia     | (więcej)         | Sir Safety Conad Perugia     | (więcej)         | Sir Safety Conad Perugia   | (więcej)              |
| Wyspy Owcze          | ÍF                           | (więcej)         | SÍ b                         | (więcej)         |                            |                       |